# 开封医学高等专科学校
开封医学高等专科学校是位于开封市的一所医学专科学校，学校于2000年6月并入河南大学。

## 历史
1992年开封医学专科学校更名为现名。